# Bouma-sequentie

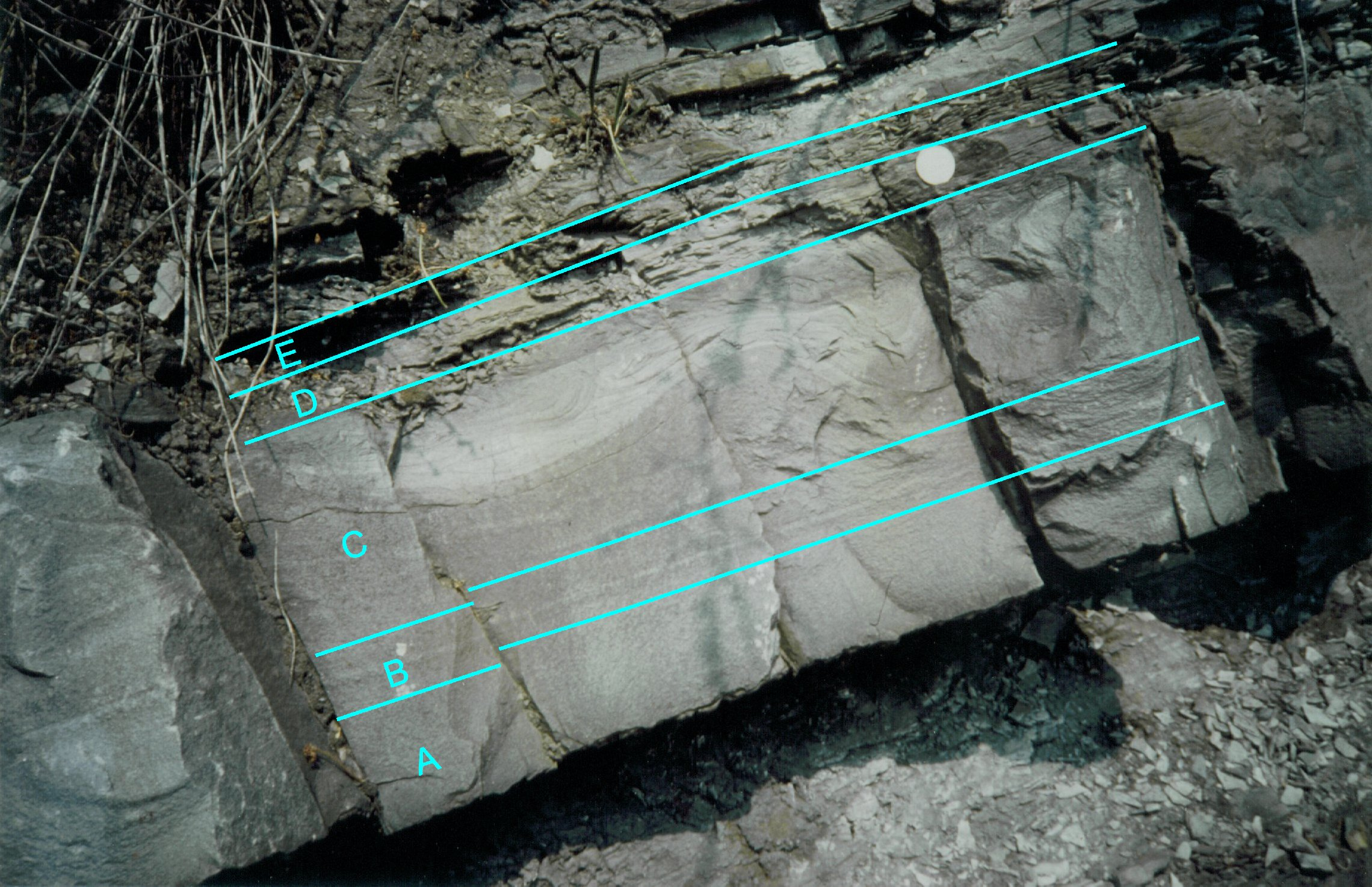
De volledige Bouma-sequentie (A t/m E) in een Devonische turbidietafzetting bij Becke-Oese (Menden, Sauerland).

De Bouma-sequentie is een volgorde van sedimentaire structuren die karakteristiek is voor turbidieten. De volgorde bestaat uit vijf eenheden, die de letters A tot en met E krijgen.
De Bouma-sequentie is genoemd naar de Nederlandse geoloog Arnold Bouma, die hem in 1962 voor het eerst beschreef als onderdeel van het mariene onderzoeksprogramma van de Groningse diepzee-onderzoeker Philip Henry Kuenen.
Turbidieten worden gevormd wanneer troebellingsstromen over de zeebodem tot rust komen. De grovere sedimentkorrels bezinken daarbij eerder dan de fijnere.

## Indeling
De volgorde van de Bouma-sequentie is als volgt:
- E (top): ongesorteerde "pelagische lagen" van klei en silt, soms met bioturbatie;
- D: parallel gelamineerd fijn zand en silt;
- C: lagen met stroomribbels en cross-bedding, bestaande uit middel tot fijn zand;
- B: parallel gelamineerd middel zand;
- A (basis): middel tot grof zand met naar boven toe een duidelijke afname van de korrelgrootte (gegradeerde gelaagdheid).

Een individuele turbidiet (en daarmee een Bouma-sequentie) kan van enkele centimeters tot vele meters dik zijn.

## Ontstaan
De eenheden A tot en met D worden in relatief korte tijd gevormd als de troebellingsstroom tot rust komt. De "pelagische" laag E is de "gewone" sedimentatie in de diepzee, nadat de troebellingsstroom is gaan liggen. Vaak volgen turbidieten in grote aantallen op elkaar, waarbij de E-laag een relatief dunne scheidingslaag tussen twee turbidieten vormt. De vorming van de E-laag duurt echter een relatief veel langer. Omdat de lagen A tot en met D door de troebellingsstroom werden afgezet bestaan ze uit sediment dat afkomstig is van hoger langs de continentale helling. De E-laag bestaat uit zeer fijn diepzee-sediment en afgestorven (fossiele) plankton.
De Bouma-sequentie is een ideale volgorde, die niet bij alle turbidieten even goed ontwikkeld is. De meeste turbidieten missen één of meerdere lagen. De fijnere eenheden C, D en E zijn soms door een volgende voorbijkomende troebellingsstroom meegenomen. De lagen A en B komen alleen voor als de troebellingsstroom nog genoeg zwaardere sedimentdeeltjes bevatte. Verder van de bron van de stroom af (distaal) missen juist deze lagen vaak.